# George Sweigert

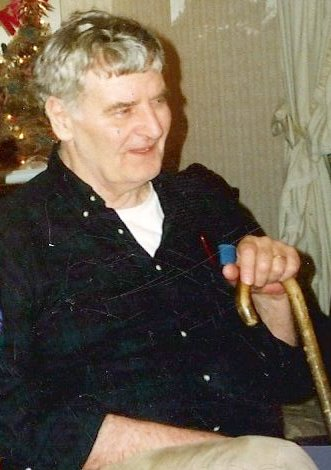
George Sweigert, 1997

George Harry Sweigert (* 2. Februar 1920 in Akron; † 23. Februar 1999 in Fort Wayne) war ein US-amerikanischer Erfinder.
Sweigert diente als Funker im Zweiten Weltkrieg. Er gilt als Erfinder des Schnurlostelefons, wofür er 1969 ein Patent erhielt und war lizenzierter Funkamateur mit dem Rufzeichen N9LC.